# Baie de Teluti
La baie de Teluti est située sur le littoral méridional de l'île indonésienne de Céram, dans les Moluques.